# Newmont Mining Corporation
Newmont Mining Corporation con sede en Denver, Colorado, es uno de los explotadores más grandes de oro en el mundo, con minas activas en Australia, EE. UU., Indonesia, Ghana, Nueva Zelanda y Perú.
Fundado en 1921 por William Boyce Thompson, hoy se mantiene como la única compañía de explotación de oro en el índice de Standard & Poor's 500, (S&P 500).

## Operaciones y proyectos

### Nevada, EE. UU.
En la actualidad (2019), Newmont tiene en Nevada 14 minas a cielo abierto y 4 minas bajo tierra, donde explota oro y cobre. (en inglés)
Con la compra de Fronteer Gold, Newmont obtiene 3 nuevos proyectos. (en inglés)

### Yanacocha, Perú
Documental en español sobre las consecuencias generadas en Choropampa donde sucedió un derrame de mercurio por parte de la Mina de Yanacocha que afectó al 70% de la población por intoxicación, causando gravísias enfermedades que se mantienen incluso 12 años después del derrame.
Newmont tiene 51.35% de intereses en Minera Yanacocha S.R.L. y el resto de los intereses lo comparten Compañía de Minas Buenaventura S.A.A (43.65%) y la International Finance Corporation (5%)
Los derechos de explotación en Yanacocha consisten en concesiones otorgadas por el gobierno peruano.
Actualmente Minera Yanacocha tiene 4 minas a cielo abierto, otras en proceso y otros proyectos en desarrollo. En el 2010 se explotó 1.5 millones de onzas de oro.
En 2011, Newmont aprobó desarrollar el llamado Conga Project, localizado en las provincias de Celendin, en los distritos de Sorochuco Huasmín y en el distrito de Encañada, Cajamarca. Donde los intereses de Newmont son similares a la de Minera Yanacocha. Si se obtienen todos los permisos, se espera que la explotación comience a finales del 2014 o principios de 2015.

### México
En México Newmont tiene un 44% de intereses en La Herradura, que se encuentra en el Desierto de Sonora. La Herradura es operado por una division de Industrias Peñoles (que es dueño del restante 56%) y consiste en una operación a tajo abierto. La Herradura produjo 174 mil onzas de oro en el 2010. Para 31 de diciembre de 2010, tenía una reserva de 2.3 millones de oro en reservas. Newmont también es propietario absoluto de Peñasquito ubicada en el estado de Zacatecas.

### Otros proyectos
Otros proyectos se desarrollan en Chile, Australia, Canadá, EE. UU., Indonesia, Ghana, Nueva Zelanda y Argentina, en la Provincia de Santa Cruz.